# Slavče
Slavče so naselje v Občini Brda.